# Alxa
| Mongolische Bezeichnung            | Mongolische Bezeichnung |
| ---------------------------------- | ----------------------- |
| Mongolische Schrift:               | ᠠᠯᠠᠱᠠᠨ ᠠᠢᠢᠮᠠᠬ           |
| Transliteration:                   | alašan ayimaɣ           |
| Offizielle Transkription der VRCh: | Alxa Aimag              |
| Kyrillische Schrift:               | Алшаа аймаг             |
| ISO-Transliteration:               | Alšaa ajmag             |
| Transkription:                     | Alschaa ajmag           |
| Chinesische Bezeichnung            |                         |
| Vereinfacht:                       | 阿拉善盟                |
| Pinyin:                            | Ālāshàn Méng            |
| Wade-Giles:                        | A-la-shan Mêng          |

Lage von Alxa im Autonomen Gebiet Innere Mongolei

Alxa ist ein Bund im äußersten Westen des Autonomen Gebiets Innere Mongolei der Volksrepublik China. Der Alxa-Bund hat eine Fläche von 267.574 km², Ende 2019 lebten dort einschließlich der im Ejin-Banner stationierten Soldaten rund 250.700 Menschen, davon 28 % Mongolen. Sein Hauptort und Verwaltungssitz ist die Großgemeinde Bayan Hot im Linken Alxa-Banner. Der Alxa-Bund grenzt im Norden an den Staat Mongolei, im Westen und Süden an die Provinz Gansu, im Südosten an das Autonome Gebiet Ningxia der Hui und im Osten an die Städte Ordos, Wuhai und Bayan Nur.
Der größte Teil der Fläche des Alxa-Bundes wird von der Alxa-Wüste eingenommen, die von manchen Geographen als Teil der Gobi betrachtet wird und in der westlichen Literatur meistens unter der Transkription ihres chinesischen Namens als Alashan-Wüste geführt wird.

## Geschichte
Das Gebiet des Alxa-Bundes ist seit der Altsteinzeit besiedelt; in einer Höhle auf dem Gebiet des Rechten Alxa-Banners finden sich Handabdruck-Bilder aus jener Zeit. Auf dem Gebiet des Linken Alxa-Banners wurden zahlreiche Funde aus der Mittelsteinzeit gemacht. Nach der Reichseinigung im Jahr 221 v. Chr. gehörte der Nordosten des Bundesgebiets zur Kommandantur Beidi (北地郡). Während der Han-Dynastie (206 v. Chr. – 220 n. Chr.) bestanden auf dem heutigen Bundesgebiet drei Kommandanturen, und zwar von Osten nach Westen Beidi, Wuwei und Zhangye. Nachdem Kaiser Liu Che, auch bekannt als Han Wudi, den Xiongnu 119 v. Chr. eine schwere Niederlage beigebracht hatte, entsandte er 102 v. Chr. 180.000 Soldaten in die Kommandanturen Wuwei und Zhangye, die dort auf staatlichen Landgütern autark leben und die Grenze gegen die Steppenvölker sichern sollten. Außerdem wurden dort der Kreis Xiutu (休屠县) mit Verwaltungssitz in Liangzhou (heute ein Stadtbezirk von Wuwei) und der Kreis Juyan eingerichtet, der sich etwa 145 km nordöstlich von Jinta im Südosten des heutigen Ejin-Banners an beiden Ufern des Heihe erstreckte, etwa dort, wo sich heute das Kosmodrom Jiuquan befindet. 1930 wurden in Juyan mehr als 10.000 beschriftete Bambusstreifen ausgegraben, 1972–1976 dann noch einmal mehr als 20.000 Stück, alles Garnisonsdokumente der Kommandantur Zhangye aus der Han-Dynastie, darunter gut 40 Akten, bei denen die Heftung noch komplett erhalten war.
Im Jahr 386 gründete General Lü Guang (吕光, 337–400) den Kleinstaat Spätere Liang mit Liangzhou als Hauptstadt, bald darauf besetzte er den Kreis Juyan. Im Jahr 403 wurde das Spätere Liang von einem Bündnis aus drei anderen Kleinstaaten (Südliche Liang, Nördliche Liang, Spätere Qin) überrannt und fiel an das Spätere Qin. Anschließend gehörte das Bundesgebiet zur Rouran-Föderation, die Verwaltungshauptstadt war Juyan. Als zu Beginn der Tang-Dynastie (618–907) die bisherigen Kommandanturen in Präfekturen umgewandelt wurden, gehörte das Bundesgebiet zur Präfektur Ganzhou (甘州, die bisherige Kommandantur Zhangye) und der westlich davon neugegründeten Präfektur Suzhou (肃州), dem heutigen Jiuquan. Der Amtssitz des Generalprotektors Nord (安北都护) befand sich zu Beginn der Dynastie etwa 50 km nordwestlich des späteren Karakorum in der Mongolei. Im Jahr 686 wurde die Behörde jedoch nach Tongcheng (同城) im heutigen Ejin-Banner verlegt (die Wüste Gobi erstreckte sich damals noch nicht so weit nach Süden). Zur Unterstützung des Generalprotektors wurde 743 die Armee zur Bekämpfung von Banditen (宁寇军) aufgestellt, 8500 Mann, die in Chara-Choto, Kreis Juyan, stationiert waren. Während der An-Lushan-Rebellion (755–763) nutzte die Tibetische Monarchie das in China herrschende Chaos und besetzte den Hexi-Korridor. Damit war die Seidenstraße unterbrochen. Die Karawanen von Chang’an zogen nun über das Grasland von Juyan nach Westen.

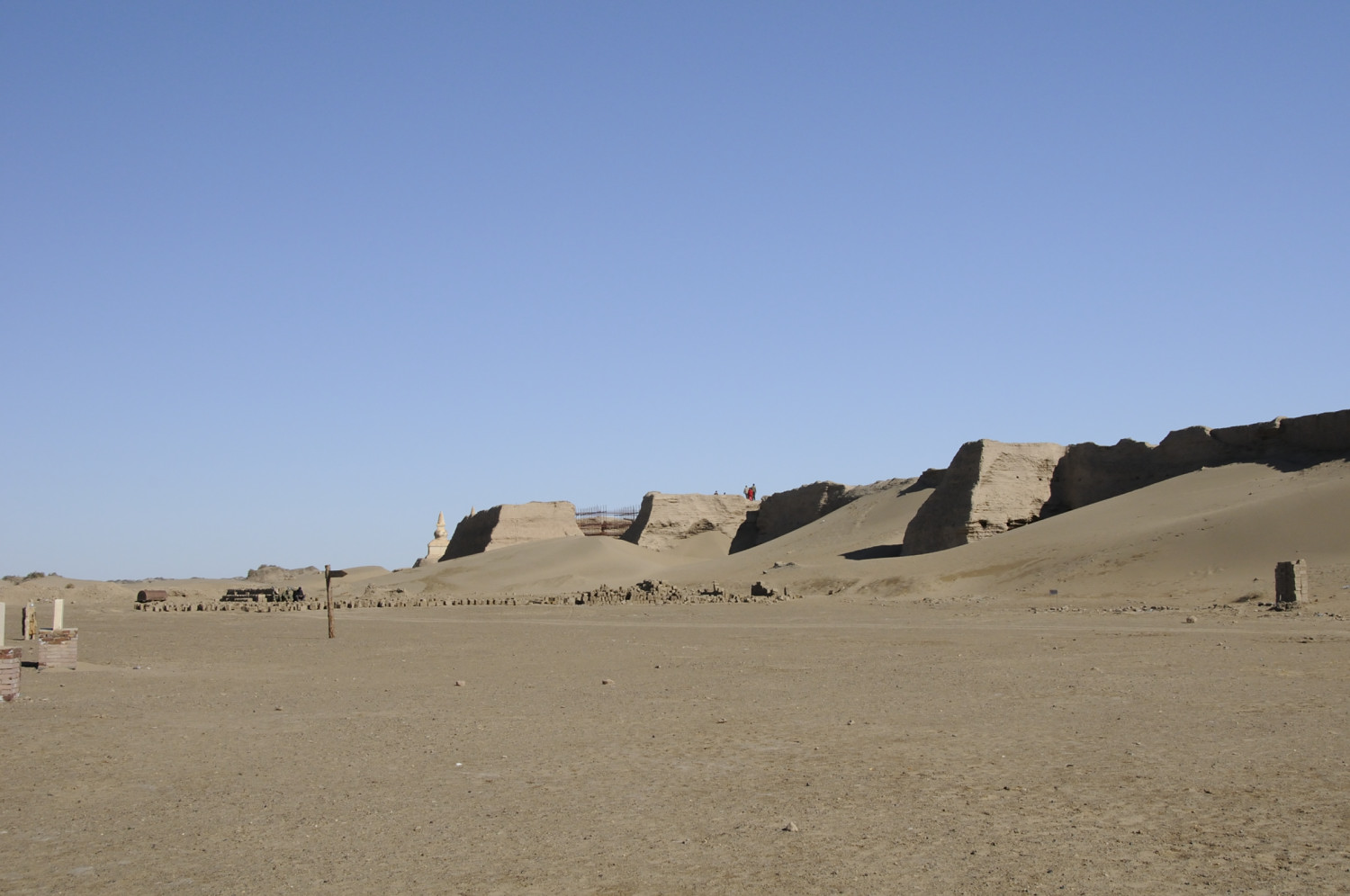
Chara-Choto. Die Wüste war damals Grasland.

Nachdem Li Yuanhao 1038 die Westliche Xia-Dynastie ausgerufen hatte, richtete er auf seinem Staatsgebiet 12 Militärkommandanturen ein, von chinesischen Beobachtern „Junsi“ (军司) genannt. Entlang des Helan-Gebirges wurden 50.000 Mann stationiert. Der Kreis Juyan war nun die in China unter der Bezeichnung „Heishui Zhenyan“ (黑水镇燕军司) bekannte Kommandantur, der Sitz des Truppenkommandos befand sich in Chara-Choto. 1227 besiegten die Mongolen die Westlichen Xia. Nachdem die mongolische Yuan-Dynastie 1279 in China die Macht übernommen hatte, wurde die Kommandantur in „Ejina“ umbenannt, von mongolisch ečine bzw. „abwesend“. Damals versickerte der Heihe bereits in dieser Gegend, was ihm den chinesischen Namen Ruoshui bzw. 弱水 eintrug, wörtlich „schwächer werdender Fluss“. Die Kommandantur Ejina, damals 亦集乃路 geschrieben, unterstand der Präfektur Gansu (甘肃行中书省), das Truppenkommando befand sich weiterhin in Chara-Choto. Zu Beginn der Ming-Dynastie (1368–1644) gehörte das heutige Bundesgebiet noch zum Einflussbereich der Nördlichen Yuan und der Oiraten. 1372 entsandte die Regierung jedoch 50.000 Reiter der Westarmee, die Chara-Choto einnahmen. Nachdem die chinesischen Soldaten alle Bewohner der Stadt ermordet hatten, verfiel sie im Laufe der Jahre. Ab etwa 1500 wurde das Gebiet nur noch als Weidegrund genutzt.
Zu Beginn der Qing-Dynastie lebte dort der Ordos-Stamm, der jedoch 1649 in die Hetao-Ebene weiterzog. In den folgenden Jahrzehnten wurde das Grasland von verschiedenen Stämmen genutzt, bis Kaiser Aisin Gioro Xuanye 1697 in den mongolischen Gebieten des Reichs das Bannersystem einführte. 1697 wurde zunächst das Alxa-Banner (ᠠᠯᠠᠱᠠᠨ
ᠬᠣᠰᠢᠭᠤ) gegründet, 1753 dann das Ejina-Banner (ᠡᠴᠠᠨ᠎ᠠ
ᠬᠣᠰᠢᠭᠤ).
Die beiden Banner waren nicht in einem Bund zusammengefasst, sondern unterstanden direkt dem Kolonialamt (理藩院) in Peking.
In der Republik China wurde dieses Prinzip beibehalten; nun unterstanden die beiden Banner der Kommission für mongolische und tibetische Angelegenheiten des Zentralen Exekutiv-Yuans (中央行政院蒙藏委员会). Als 1928 die Provinz Ningxia durch Abspaltung der Territorien nördlich des Hexi-Korridors von Gansu gegründet wurde, war die Provinzregierung von Ningxia für die Regelung der zivilen Angelegenheiten der beiden Banner zuständig, gleichzeitig unterstanden sie dem in Gansu stationierten Militärprotektor Ningxia (宁夏护军使). Ab März 1948 fanden in der Region Gansu-Ningxia Kämpfe zwischen der Nordwest-Armee (西北野战军) Peng Dehuais und den Kuomintang-Truppen statt. Am 23. September 1949 wurde schließlich das Gebiet des Alxa-Banners vollständig eingenommen, das Ejina-Banner folgte am 27. September 1949. Nachdem die Banner einige Jahre unter wechselnden Bezeichnungen als autonome mongolische Verwaltungseinheiten der Provinzen Ningxia und Gansu fungierten, wurde am 3. April 1956 aus dem Alxa-Banner, dem Ejina-Banner sowie dem Kreis Dengkou der Bund Bayan Nur gebildet und der Inneren Mongolei zugeordnet.
Im April 1961 wurde das Alxa-Banner in das Linke Alxa-Banner (die Osthälfte) und das Rechte Alxa-Banner (die Westhälfte) geteilt. Bei einer Verwaltungsreform im Juli 1969 kam das Linke Alxa-Banner zur Provinz Ningxia, das Rechte Alxa-Banner und das Ejina-Banner (nun meist „Ejin-Banner“ geschrieben) zu Gansu. Am 1. Juli 1979 kamen dann alle drei Banner wieder zur Inneren Mongolei. Wie bereits in der Qing-Dynastie waren die Banner zunächst eigenständig. Erst im Mai 1980 wurde aus den drei Bannern der Alxa-Bund gebildet.

## Administrative Gliederung
Auf Kreisebene besteht der Alxa-Bund aus drei Bannern. Diese sind:
- Linkes Alxa-Banner (阿拉善左旗), 80.412 km², ca. 140.000 Einwohner (2004), Hauptort: Großgemeinde Bayan Hot (巴彦浩特镇);
- Rechtes Alxa-Banner (阿拉善右旗), 72.556 km², ca. 20.000 Einwohner (2004), Hauptort: Großgemeinde Badain Jaran (巴丹吉林镇);
- Ejin-Banner (额济纳旗), 114.606 km², ca. 20.000 Einwohner (2004), Hauptort: Großgemeinde Dalaihub (达来呼布镇).

## Ethnische Gliederung der Bevölkerung des Alxa-Bundes (2000)
Beim Zensus 2000 wurden 196.279 Einwohner gezählt.
| Name des Volkes | Einwohner | Anteil  |
| --------------- | --------- | ------- |
| Han             | 140.900   | 71,79 % |
| Mongolen        | 44.630    | 22,74 % |
| Hui             | 9.331     | 4,75 %  |
| Manju           | 952       | 0,49 %  |
| Tibeter         | 146       | 0,07 %  |
| Tu              | 68        | 0,03 %  |
| Daur            | 67        | 0,03 %  |
| Sonstige        | 185       | 0,09 %  |

## Verkehrsanbindung
Durch den Norden des Bundesgebiets verläuft die Autobahn Peking-Ürümqi, mit 814 km durch die Wüste Gobi die längste Wüstenautobahn der Welt. Außerdem verbindet die Staatsstraße S218 Bayan Hot mit Yinchuan, der Hauptstadt von Ningxia. Über die Staatsstraße S314 ist Bayan Hot mit Wuhai im Osten verbunden. Die Staatsstraße S315 führt vom Grenzübergang Ceke zum Kosmodrom Jiuquan, mehr oder weniger parallel dazu führt eine Eisenbahnstrecke weiter bis zur Stadt Jiuquan in Gansu.
Im August 2012 wurde in den drei Bannerhauptstädten mit dem Bau von Regionalflughäfen begonnen, die am 17. Dezember 2013 in Betrieb genommen wurden. Ende 2019 bestanden Flugverbindungen nach Hohhot, Baotou, Xi’an, Chongqing und Tianjin. Seit 1970 starten vom Kosmodrom Jiuquan Satelliten und Raumschiffe in die Erdumlaufbahn, seit 2020 auch Raumgleiter.